# کریستی مویس
کریستی مویس (انگلیسی: Kristie Mewis؛ زادهٔ ۲۵ فوریهٔ ۱۹۹۱) بازیکن فوتبال زن اهل ایالات متحده آمریکا است.
از باشگاه‌هایی که در آن بازی کرده‌است می‌توان به باشگاه فوتبال زنان بایرن مونیخ، بوستون بریکرز، واشینگتن اسپیریت، شیکاگو رد استارز، هیوستون دش، و اف سی کانزاس سیتی اشاره کرد.
وی همچنین در تیم‌های ملی فوتبال زیر ۲۳ سال زنان ایالات متحده آمریکا و زنان ایالات متحده آمریکا بازی کرده‌است.